# Ansienulina mirabilis
Espèce
Ansienulina mirabilis est une espèce d'araignées aranéomorphes de la famille des Salticidae.

## Distribution
Cette espèce se rencontre au Kenya, en Angola et en Namibie.

## Description
La carapace des mâles mesure de 1,5 à 1,7 mm de long sur de 1,1 à 1,3 mm et l'abdomen de 1,3 à 1,5 mm de long sur de 0,8 à 0,9 mm. Pour les femelles, la carapace mesure de 1,7 à 2,1 mm de long sur de 1,3 à 1,5 mm et l'abdomen de 1,8 à 2,1 mm de long sur de 1,3 à 1,5 mm.

## Étymologie
Ce genre est nommé en l'honneur d'Ansie S. Dippenaar-Schoeman.

## Publication originale
- Wesołowska, 2015 : « Ansienulina, a new genus of jumping spiders from tropical Africa (Araneae: Salticidae: Thiratoscirtinae). » African Invertebrates, vol. 56, no 2, p. 477-482 (texte intégral).